# Bahnstrecke Washburn–Perham Road
| Streckenlänge: | ca. 1 km             |                            |                            |
| Spurweite: | 1435 mm (Normalspur) |                            |                            |
| Zweigleisigkeit: | –                    |                            |                            |
| |                      |                            |                            |
| Gesellschaft: | zuletzt AVR          |                            |                            |
| \| \| \| von Presque Isle \| \| \| \| 0 \| Washburn ME \| Washburn ME \| \| \| \| nach West Caribou \| \| \| \| \| Strecke Squa Pan–Stockholm \| \| \| \| 1 \| Perham Road \| Perham Road \| |                      |                            |                            |
| Strecke (außer Betrieb) |                      | von Presque Isle           | von Presque Isle           |
| Bahnhof (Strecke außer Betrieb) | 0                    | Washburn ME                | Washburn ME                |
| Abzweig geradeaus und nach rechts (Strecke außer Betrieb) |                      | nach West Caribou          | nach West Caribou          |
| Kreuzung (Strecken außer Betrieb) |                      | Strecke Squa Pan–Stockholm | Strecke Squa Pan–Stockholm |
| Betriebs-/Güterbahnhof Streckenende (Strecke außer Betrieb) | 1                    | Perham Road                | Perham Road                |

Die Bahnstrecke Washburn–Perham Road ist eine Eisenbahnstrecke in Maine (Vereinigte Staaten). Sie ist knapp einen Kilometer lang. Die normalspurige Strecke ist stillgelegt und abgebaut.

## Geschichte
Als das Streckennetz der Aroostook Valley Railroad (AVR) geplant wurde, beinhaltete das Vorhaben auch einen Abzweig von Washburn nach Wade entlang des westlichen Aroostook River. Mit dem Bau der AVR-Hauptstrecke 1910 sollte auch dieser Abzweig gebaut werden. Kurz nach Eröffnung der Hauptstrecke im Juli des Jahres nahm die AVR den ersten Abschnitt von Washburn bis zu einer Kiesgrube an der Perham Road in Betrieb. Der Weiterbau nach Wade unterblieb jedoch, lediglich der Name Wade Branch erinnerte an den ursprünglichen Plan. Die Strecke zweigte nördlich des Bahnhofs Washburn aus der Hauptstrecke ab, überquerte die Strecke Squa Pan–Stockholm der Bangor and Aroostook Railroad und endete kurz danach an der Perham Road. Wie auch die AVR-Hauptstrecke war sie mit 1200 Volt Gleichspannung elektrifiziert. Die Strecke war als öffentliche Eisenbahn konzessioniert, diente jedoch nur dem Abtransport des an der Perham Road abgebauten Kieses.
1932 erwarb die Canadian Pacific Railway die AVR und damit auch den Wade Branch. Mit dem Kauf zweier Dieselloks 1945 endete der elektrische Betrieb auf der Strecke, die Fahrleitungsanlagen wurden im folgenden Jahr abgebaut. Wann genau die Strecke stillgelegt wurde, ist unbekannt. Die Stilllegung der anschließenden Hauptstrecke erfolgte 1982.